# Szinfalu
Szinfalu település Romániában, Szatmár megyében.

## Fekvése
Szatmárnémetitől délkeletre, a Bükk-hegység alján, Szamosborhíd, Szamoslippó és Alsóhomoród közt fekvő település.

## Története
Szinfalu nevét 1424-ben  említette először oklevél Zynfalwa néven szerepelt a bélteki uradalom lajstromában.
A 16. század közepétől az erdődi, majd az erdőszádai uradalommal együtt a szatmári vár birtokaihoz tartozott.
A 17. században a település egészen elpusztult, csak nehány szénégető kunyhója maradt meg. Lassanként románok telepedtek le itt és a szatmári béke után  az egész vidéket gróf Károlyi Sándor szerezte meg.
1760 táján a Károlyi család svábokat telepített le ide.  A 20. század elején a birtok gróf Károlyi Lajos hitbér uradalmához tartozott. 
A település határához tartoztak Ómajor és Ujmajor is.
A 20. század elején Szatmár vármegye Erdődi járásához tartozott.
1913-ban 1127 lakosából 125 magyar, 772 német, 226 román volt. Ebből 841 római katolikus, 249 görögkatolikus, 35 izraelita volt.

## Nevezetességek
- Római katolikus temploma 1816-ban épült. 1862-ben leégett, de 1871-ben újra felépítették.